# Klettgau (gmina)
Klettgau – miejscowość i gmina w Niemczech, w kraju związkowym Badenia-Wirtembergia, w rejencji Fryburg, w regionie Hochrhein-Bodensee, w powiecie Waldshut. Leży nad rzeką Schwarzbach, przy granicy ze Szwajcarią.

## Transport
Przez teren gminy przebiega droga krajowa B34, linia kolejowa (Konstancja–Bazylea).

## Oświata
W gminie znajdują się dwie szkoły podstawowe oraz jedna Hauptschule i Werkrealschule.